# Ilir Karkanaqe
Ilir Karkanaqe (ur. 1953, zm. 2012) – albański szachista, mistrz FIDE.

## Kariera szachowa
Od pierwszych lat 80. należał do ścisłej czołówki albańskich szachistów. Dwukrotnie zdobył złote medale indywidualnych mistrzostw Albanii (1986, 2005). W 2000 r. reprezentował swój kraj na rozegranym w Erywaniu turnieju strefowym (eliminacji mistrzostw świata). W 2003 r. zajął II m. (za Arsenem Jegiazarjanem, przed m.in. Stefanem Djuriciem) w otwartym turnieju w Bejrucie.
Wielokrotnie reprezentował Albanię w turniejach drużynowych, m.in.: ośmiokrotnie na olimpiadach szachowych (w latach 1980, 1982, 1988, 1990, 1994, 1998, 2002, 2004) oraz pięciokrotnie na drużynowych mistrzostwach Bałkanów (w latach 1979, 1980, 1982, 1984, 1994).
Najwyższy ranking w karierze osiągnął 1 lipca 1995 r., z wynikiem 2400 punktów zajmował wówczas 2. miejsce (za Fatosem Muco) wśród albańskich szachistów.